# اوکتای دره‌لی‌اوغلو
اوکتای دره‌لی‌اوغلو (انگلیسی: Oktay Derelioğlu؛ زادهٔ ۱۷ دسامبر ۱۹۷۵) بازیکن فوتبال اهل ترکیه است.
از باشگاه‌هایی که در آن بازی کرده‌است می‌توان به باشگاه فوتبال ترابزون‌اسپور، باشگاه فوتبال خزر لنکران، باشگاه ورزشی استانبول‌اسپور، باشگاه فوتبال نورنبرگ، باشگاه فوتبال بشیکتاش، باشگاه فوتبال فاتح قره‌گمرک، باشگاه فوتبال صامسون‌اسپور، باشگاه فوتبال فنرباغچه، باشگاه فوتبال دیاربکرسپور، باشگاه فوتبال لاس پالماس، باشگاه ورزشی ساکاریاسپور، و باشگاه فوتبال غازی عینتاب‌اسپور اشاره کرد.
وی همچنین در تیم‌های ملی فوتبال Turkey national under-17 football team، زیر ۲۱ سال ترکیه، و ترکیه بازی کرده‌است.